# Lista de jogos eletrônicos de Final Fantasy

Logo original da série

Final Fantasy é uma série de jogos eletrônicos desenvolvida e publicada pela Square Enix (anteriormente Square), cujo primeiro jogo foi publicado no Japão em 1987. Dezesseis jogos foram lançados como parte da série principal. Sequências, prequências, jogos derivados e jogos relacionados já foram lançados, bem como várias publicações em outras formas de mídia. Cada jogo da série principal se passa em um universo fictício diferente ao invés de servir como sequência direta do jogo anterior; mesmo assim, alguns dos jogos receberam sequências ou prequências passadas no mesmo universo fora da série principal.
A maior parte dos jogos foram relançados para diversas plataformas, muitos incluídos em pacotes. A série como um todo é composta principalmente por RPGs eletrônicos, mas tambem inclui MMORPGs, jogos de tiro em terceira pessoa, jogos de tower defense e RPGs eletrônicos de estratégia. Jogos da série Final Fantasy já foram lançados para mais de uma dúzia de consoles, começando com o Nintendo Entertainment System, bem como para PCs e aparelhos mobile. Ela é a franquia de maior sucesso da Square Enix, tendo vendido mais de 180 milhões de unidades mundialmente até junho de 2023. A popularidade da série tornou-a uma das franquias de jogos eletrônicos mais vendidas.

## Série principal
| Título | Detalhes |
| --- | --- |
| Final Fantasy Data de lançamento original: - JP: 18 de dezembro de 1987 - AN: 12 de julho de 1990 - PAL: 14 de março de 2003           | Anos de lançamento por sistema: - 1987 – Family Computer - 1989 – MSX2 - 1990 – Nintendo Entertainment System - 2000 – WonderSwan Color - 2002 – PlayStation - 2004 – Game Boy Advance - 2004 – Telefone celular - 2007 – PlayStation Portable - 2010 – iOS - 2012 – Windows Phone - 2012 – Android - 2021 – Android, iOS, PC - 2023 – Nintendo Switch, PlayStation 4 |
| Final Fantasy Data de lançamento original: - JP: 18 de dezembro de 1987 - AN: 12 de julho de 1990 - PAL: 14 de março de 2003           | Notas: - Incluído em Final Fantasy I-II (1994) para Family Computer. - Versão para NES disponível através do Virtual Console para Wii no Japão, América do Norte e Região PAL, bem como para Wii U e Nintendo 3DS no Japão. - Versão para PlayStation disponível através da PlayStation Store para PlayStation 3, PlayStation Vita e PlayStation Portable no Japão e na América do Norte. - Versão para Game Boy Advance disponível através do Virtual Console para Wii U no Japão. - Incluído no Nintendo Classic Mini na Europa, Austrália e América do Norte. |
| Final Fantasy II Data de lançamento original: - JP: 17 de dezembro de 1988 - AN: 8 de abril de 2003 - PAL: 14 de março de 2003         | Anos de lançamento por sistema: - 1988 – Family Computer - 2001 – WonderSwan Color - 2002 – PlayStation - 2004 – Game Boy Advance - 2005 – Telefone celular - 2007 – PlayStation Portable - 2010 – iOS - 2012 – Android - 2021 – Android, iOS, PC - 2023 – Nintendo Switch, PlayStation 4 |
| Final Fantasy II Data de lançamento original: - JP: 17 de dezembro de 1988 - AN: 8 de abril de 2003 - PAL: 14 de março de 2003         | Notas: - Incluído em Final Fantasy I-II (1994) para Family Computer. - Versão para Famicom disponível através do Virtual Console para Wii, Wii U e Nintendo 3DS no Japão. - Versão para PlayStation disponível através da PlayStation Store para PlayStation 3, PlayStation Vita e PlayStation Portable no Japão e na América do Norte. |
| Final Fantasy III Data de lançamento original: - JP: 27 de abril de 1990 - AN: 14 de novembro de 2006 - PAL: 4 de maio de 2007         | Anos de lançamento por sistema: - 1990 – Family Computer - 2006 – Nintendo DS - 2011 – iOS - 2012 – PlayStation Portable - 2012 – Android - 2013 – Ouya - 2013 – Windows Phone - 2014 – PC - 2021 – Android, iOS, PC - 2023 – Nintendo Switch, PlayStation 4 |
| Final Fantasy III Data de lançamento original: - JP: 27 de abril de 1990 - AN: 14 de novembro de 2006 - PAL: 4 de maio de 2007         | Notas: - As versões do jogo para Nintendo DS, PSP, Ouya, Windows Phone e a primeira versão lançada para PC, iOS e Android são uma recriação completa do jogo original com gráficos em 3D e conteúdo adicional. - Versão para Famicom disponível através do Virtual Console para Wii, Wii U e Nintendo 3DS no Japão. - Incluído no Nintendo Classic Mini no Japão. |
| Final Fantasy IV Data de lançamento original: - JP: 19 de julho de 1991 - AN: 23 de novembro de 1991 - PAL: 27 de fevereiro de 2002    | Anos de lançamento por sistema: - 1991 – Super NES - 1997 – PlayStation - 2002 – WonderSwan Color - 2005 – Game Boy Advance - 2007 – Nintendo DS - 2009 – Telefone celular - 2011 – PlayStation Portable - 2012 – iOS - 2013 – Android - 2014 – PC - 2021 – Android, iOS, PC - 2023 – Nintendo Switch, PlayStation 4 |
| Final Fantasy IV Data de lançamento original: - JP: 19 de julho de 1991 - AN: 23 de novembro de 1991 - PAL: 27 de fevereiro de 2002    | Notas: - Relançado para Super Famicom no Japão em 1991 como Final Fantasy IV Easytype, com sua dificuldade reduzida. - Incluído em Final Fantasy Collection (1999) e Final Fantasy Chronicles (2001) para PlayStation, bem como no lançamento europeu de Final Fantasy Anthology (2002) para PlayStation. - A versão do jogo para Nintendo DS e a primeira versão lançada para PC, iOS e Android são uma recriação completa do jogo original com gráficos em 3D e conteúdo adicional. - Versão para Super NES disponível através do Virtual Console para Wii no Japão, América do Norte e Região PAL, bem como para Wii U e 3DS no Japão. - Versão para PlayStation disponível através da PlayStation Store para PlayStation 3, PlayStation Vita e PlayStation Portable no Japão. - Versão para Game Boy Advance disponível através do Virtual Console para Wii U no Japão. |
| Final Fantasy V Data de lançamento original: - JP: 6 de dezembro de 1992 - AN: 5 de outubro de 1999 - PAL: 27 de fevereiro de 2002     | Anos de lançamento por sistema: - 1992 – Super Famicom - 1998 – PlayStation - 2006 – Game Boy Advance - 2013 – Android, iOS - 2015 – PC - 2021 – Android, iOS, PC - 2023 – Nintendo Switch, PlayStation 4 |
| Final Fantasy V Data de lançamento original: - JP: 6 de dezembro de 1992 - AN: 5 de outubro de 1999 - PAL: 27 de fevereiro de 2002     | Notas: - Incluído em Final Fantasy Collection (1999), Final Fantasy Anthology (1999) e Final Fantasy Chronicles (2001) para PlayStation. - Versão para Super Famicom disponível através do Virtual Console para Wii, Wii U e 3DS no Japão. - Versão para PlayStation disponível através da PlayStation Store para PlayStation 3, PlayStation Vita e PlayStation Portable. - Versão para Game Boy Advance disponível através do Virtual Console para Wii U no Japão. |
| Final Fantasy VI Data de lançamento original: - JP: 2 de abril de 1994 - AN: 11 de outubro de 1994 - PAL: 1 de março de 2002           | Anos de lançamento por sistema: - 1994 – Super NES - 1999 – PlayStation - 2006 – Game Boy Advance - 2014 – Android, iOS - 2015 – PC - 2022 – Android, iOS, PC - 2023 – Nintendo Switch, PlayStation 4 |
| Final Fantasy VI Data de lançamento original: - JP: 2 de abril de 1994 - AN: 11 de outubro de 1994 - PAL: 1 de março de 2002           | Notas: - Incluído em Final Fantasy Collection (1999) e Final Fantasy Chronicles (2001) para PlayStation. - Versão para Super NES disponível através do Virtual Console para Wii no Japão, América do Norte e Região PAL, bem como para Wii U e 3DS no Japão. - Versão para PlayStation disponível através da PlayStation Store para PlayStation 3, PlayStation Vita e PlayStation Portable. - Versão para Game Boy Advance disponível através do Virtual Console para Wii U no Japão. - Incluído no Super NES Classic Edition. |
| Final Fantasy VII Data de lançamento original: - JP: 31 de janeiro de 1997 - AN: 7 de setembro de 1997 - PAL: 14 de novembro de 1997   | Anos de lançamento por sistema: - 1997 – PlayStation - 1998 – PC - 2015 – iOS, PlayStation 4 - 2016 – Android - 2019 – Nintendo Switch, Xbox One |
| Final Fantasy VII Data de lançamento original: - JP: 31 de janeiro de 1997 - AN: 7 de setembro de 1997 - PAL: 14 de novembro de 1997   | Notas: - Versão internacional relançada no Japão para PlayStation em 1997 como Final Fantasy VII International. - Relançado para PC em 2012 com gráficos melhorados e conteúdo adicional. - Versão para PlayStation disponível através da PlayStation Store para PlayStation 3, PlayStation Vita e PlayStation Portable. |
| Final Fantasy VIII Data de lançamento original: - JP: 11 de fevereiro de 1999 - AN: 9 de setembro de 1999 - PAL: 27 de outubro de 1999 | Anos de lançamento por sistema: - 1999 – PlayStation - 2000 – PC - 2019 – PC, Nintendo Switch, PlayStation 4, Xbox One - 2021 – Android, iOS |
| Final Fantasy VIII Data de lançamento original: - JP: 11 de fevereiro de 1999 - AN: 9 de setembro de 1999 - PAL: 27 de outubro de 1999 | Notas: - Versão para PlayStation disponível através da PlayStation Store para PlayStation 3, PlayStation Vita e PlayStation Portable. |
| Final Fantasy IX Data de lançamento original: - JP: 7 de julho de 2000 - AN: 13 de novembro de 2000 - PAL: 16 de fevereiro de 2001     | Anos de lançamento por sistema: - 2000 – PlayStation - 2016 – PC, Android, iOS - 2017 – PlayStation 4 - 2019 – Nintendo Switch, Xbox One |
| Final Fantasy IX Data de lançamento original: - JP: 7 de julho de 2000 - AN: 13 de novembro de 2000 - PAL: 16 de fevereiro de 2001     | Notas: - Versão para PlayStation disponível através da PlayStation Store para PlayStation 3, PlayStation Vita e PlayStation Portable. |
| Final Fantasy X Data de lançamento original: - JP: 19 de julho de 2001 - AN: 17 de dezembro de 2001 - PAL: 24 de maio de 2002          | Anos de lançamento por sistema: - 2001 – PlayStation 2 - 2013 – PlayStation 3, PlayStation Vita - 2015 – PlayStation 4 - 2016 – PC - 2017 – iOS, Android - 2019 – Nintendo Switch, Xbox One |
| Final Fantasy X Data de lançamento original: - JP: 19 de julho de 2001 - AN: 17 de dezembro de 2001 - PAL: 24 de maio de 2002          | Notas: - Versão internacional relançada no Japão para PlayStation 2 em 2002 como Final Fantasy X International, incluindo uma ponte que liga a história de Final Fantasy X à de sua sequência Final Fantasy X-2. - Incluído no pacote Final Fantasy X/X-2 Ultimate Box (2005). |
| Final Fantasy XI Data de lançamento original: - JP: 16 de maio de 2002 - AN: 28 de outubro de 2003 - PAL: 16 de setembro de 2004       | Anos de lançamento por sistema: - 2002 – PlayStation 2, PC - 2006 – Xbox 360 |
| Final Fantasy XI Data de lançamento original: - JP: 16 de maio de 2002 - AN: 28 de outubro de 2003 - PAL: 16 de setembro de 2004       | Notas: - Primeiro MMORPG da série. - Recebeu cinco pacotes de expansão: Rise of the Zilart (2003), Chains of Promathia (2004), Treasures of Aht Urhgan (2006), Wings of the Goddess (2007) e Seekers of Adoulin (2013). - Recebeu seis add-ons, ou pequenas expansões: A Crystalline Prophecy (2009), A Moogle Kupo d'Etat (2009), A Shantotto Ascension (2009), Vision of Abyssea (2010), Scars of Abyssea (2010) e Heroes of Abyssea (2010). - Recebeu dois pacotes de cenários: Rhapsodies of Vana'diel (2015) e The Voracious Resurgence (2020). - O lançamento na América do Norte incluiu a primeira expansão, na Europa incluiu as duas primeiras expansões, e para Xbox 360 incluiu as três primeiras expansões. - O jogo foi incluído em diversas coleções com suas expansões e add-ons: Final Fantasy XI: The Vana'diel Collection incluindo duas expansões, Final Fantasy XI: The Vana'diel Collection 2007 incluindo três expansões, Final Fantasy XI: The Vana'diel Collection 2008 incluindo quatro expansões, Final Fantasy XI: Ultimate Collection incluindo quatro expansões e três add-ons, Final Fantasy XI: Ultimate Collection Abyssea Edition incluindo quatro expansões e seis add-ons, e Final Fantasy XI: Ultimate Collection Seekers Edition incluindo cinco expansões e seis add-ons. - Os servidores das versões para Xbox 360 e PlayStation 2 foram encerrados em 31 de março de 2016. |
| Final Fantasy XII Data de lançamento original: - JP: 16 de março de 2006 - AN: 31 de outubro de 2006 - PAL: 23 de fevereiro de 2007    | Anos de lançamento por sistema: - 2006 – PlayStation 2 - 2017 – PlayStation 4 - 2018 – PC - 2019 – Nintendo Switch, Xbox One |
| Final Fantasy XII Data de lançamento original: - JP: 16 de março de 2006 - AN: 31 de outubro de 2006 - PAL: 23 de fevereiro de 2007    | Notas: - Versão internacional relançada no Japão para PlayStation 2 em 2007 como Final Fantasy XII International Zodiac Job System |
| Final Fantasy XIII Data de lançamento original: - JP: 17 de dezembro de 2009 - WW: 9 de março de 2010                                  | Anos de lançamento por sistema: - 2009 – PlayStation 3 - 2010 – Xbox 360 - 2014 – PC - 2015 – iOS, Android |
| Final Fantasy XIII Data de lançamento original: - JP: 17 de dezembro de 2009 - WW: 9 de março de 2010                                  | Notas: - Parte da subsérie Fabula Nova Crystallis Final Fantasy - Versão internacional relançada no Japão para Xbox 360 em 2010 como Final Fantasy XIII Ultimate Hits International |
| Final Fantasy XIV Data de lançamento original: - WW: 30 de setembro de 2010                                                            | Anos de lançamento por sistema: 2010 – PC |
| Final Fantasy XIV Data de lançamento original: - WW: 30 de setembro de 2010                                                            | Notas: - Segundo MMORPG da série. - Servidores da versão original foram encerrados em 11 de novembro de 2012; relançado como Final Fantasy XIV: A Realm Reborn em 27 de agosto de 2013. |
| Final Fantasy XIV: A Realm Reborn Data de lançamento original: - WW: 27 de agosto de 2013                                              | Anos de lançamento por sistema: - 2013 – PC, PlayStation 3 - 2014 – PlayStation 4 - 2015 – macOS - 2021 – PlayStation 5 - 2024 – Xbox Series X/S |
| Final Fantasy XIV: A Realm Reborn Data de lançamento original: - WW: 27 de agosto de 2013                                              | Notas: - Relançamento de Final Fantasy XIV. O jogo foi reconstruído com um novo motor de jogo e nova jogabilidade depois da recepção negativa do jogo original. - Cinco pacotes de expansão foram lançados: Heavensward (2015), Stormblood (2017), Shadowbringers (2019), Endwalker (2021) e Dawntrail (2024). - Servidores para PlayStation 3 foram encerrados em junho de 2017. |
| Final Fantasy XV Data de lançamento original: - WW: 29 de novembro de 2016                                                             | Anos de lançamento por sistema: - 2016 – PlayStation 4, Xbox One - 2018 – PC - 2019 – Google Stadia |
| Final Fantasy XV Data de lançamento original: - WW: 29 de novembro de 2016                                                             | Notas: - Anunciado na E3 de 2006 como Final Fantasy Versus XIII. - Originalmente parte da subsérie Fabula Nova Crystallis Final Fantasy. - Recebeu três expansões em 2017 intituladas Episode Gladiolus, Episode Prompto e Episode Ignis e uma expansão em 2019 intitulada Episode Ardyn, acompanhada por um prólogo animado intitulado Final Fantasy XV: Episode Ardyn – Prologue. Três expansões planejadas, Episode Aranea, Episode Lunafreya e Episode Noctis, foram canceladas em 2018. - Recebeu uma expansão em 2017 incluindo um modo multijogador cooperativo intitulada Final Fantasy XV: Comrades, mais tarde lançada como um jogo separado. |
| Final Fantasy XVI Data de lançamento original: - WW: 22 de junho de 2023                                                               | Anos de lançamento por sistema: 2023 – PlayStation 5 |
| Final Fantasy XVI Data de lançamento original: - WW: 22 de junho de 2023                                                               | Notas: - Anunciado em 2020 durante um evento de apresentação do PlayStation 5. - Recebeu duas expansões: Echoes of the Fallen (2023) e The Rising Tide (2024). |

## Jogos relacionados à série principal
| Título | Detalhes |
| --- | --- |
| Final Fantasy X-2 Data de lançamento original: - JP: 13 de março de 2003 - AN: 18 de novembro de 2003 - PAL: 20 de fevereiro de 2004            | Anos de lançamento por sistema: - 2003 – PlayStation 2 - 2013 – PlayStation 3, PlayStation Vita - 2015 – PlayStation 4 - 2016 – PC - 2017 – Android, iOS - 2019 – Nintendo Switch, Xbox One                           |
| Final Fantasy X-2 Data de lançamento original: - JP: 13 de março de 2003 - AN: 18 de novembro de 2003 - PAL: 20 de fevereiro de 2004            | Notas: - Sequência de Final Fantasy X e primeira sequência direta da série. - Versão internacional relançada no Japão para PlayStation 2 em 2004 como parte do pacote Final Fantasy X-2 International + Last Mission. |
| Final Fantasy X-2: Last Mission Data de lançamento original: - JP: 9 de fevereiro de 2004 - AN: 18 de março de 2014 - PAL: 21 de março de 2014  | Anos de lançamento por sistema: - 2004 – PlayStation 2 - 2013 – PlayStation 3, PlayStation Vita - 2015 – PlayStation 4 - 2016 – PC - 2017 – Android, iOS - 2019 – Nintendo Switch, Xbox One                           |
| Final Fantasy X-2: Last Mission Data de lançamento original: - JP: 9 de fevereiro de 2004 - AN: 18 de março de 2014 - PAL: 21 de março de 2014  | Notas: - Missão adicional para Final Fantasy X-2 em uma nova localização. |
| Final Fantasy IV: The After Years Data de lançamento original: - JP: 18 de fevereiro de 2008 - AN: 1 de junho de 2009 - PAL: 5 de junho de 2009 | Anos de lançamento por sistema: - 2008 – Telefone celular - 2009 – WiiWare - 2011 – PlayStation Portable - 2013 – Android, iOS - 2015 – PC                                                                            |
| Final Fantasy IV: The After Years Data de lançamento original: - JP: 18 de fevereiro de 2008 - AN: 1 de junho de 2009 - PAL: 5 de junho de 2009 | Notas: - Sequência de Final Fantasy IV lançada em formato episódico. - As versões para iOS, Android e PC são recriações completas do jogo no estilo das recriações de Final Fantasy III e Final Fantasy IV.           |
| Final Fantasy Grandmasters Data de lançamento original: - JP: 1 de outubro de 2015                                                              | Anos de lançamento por sistema: 2015 – Android, iOS |
| Final Fantasy Grandmasters Data de lançamento original: - JP: 1 de outubro de 2015                                                              | Notas: - Jogo derivado de Final Fantasy XI. - Servidores encerrados em 25 de abril de 2019. |
| Stranger of Paradise: Final Fantasy Origin Data de lançamento original: - WW: 18 de março de 2022                                               | Anos de lançamento por sistema: 2022 – PlayStation 4, PlayStation 5, PC, Xbox One, Xbox Series X/S |
| Stranger of Paradise: Final Fantasy Origin Data de lançamento original: - WW: 18 de março de 2022                                               | Notas: - Prequela de Final Fantasy em um universo alternativo. |

### Ivalice Alliance
| Título | Detalhes |
| --- | --- |
| Final Fantasy Tactics Data de lançamento original: - JP: 20 de junho de 1997 - AN: 28 de janeiro de 1998                                                     | Anos de lançamento por sistema: 1997 – PlayStation |
| Final Fantasy Tactics Data de lançamento original: - JP: 20 de junho de 1997 - AN: 28 de janeiro de 1998                                                     | Notas: - RPG eletrônico de estratégia incluindo conceitos e temas da série Final Fantasy. - A história se passa no mundo de Ivalice, mais tarde utilizado em Final Fantasy XII. - Versão para PlayStation disponível através da PlayStation Store para PlayStation 3, PlayStation Vita e PlayStation Portable no Japão e na América do Norte.                                                                         |
| Final Fantasy Tactics Advance Data de lançamento original: - JP: 14 de fevereiro de 2003 - AN: 8 de setembro de 2003 - PAL: 24 de outubro de 2003            | Anos de lançamento por sistema: 2003 – Game Boy Advance |
| Final Fantasy Tactics Advance Data de lançamento original: - JP: 14 de fevereiro de 2003 - AN: 8 de setembro de 2003 - PAL: 24 de outubro de 2003            | Notas: - RPG eletrônico de estratégia incluindo conceitos e temas da série Final Fantasy; no entanto, não é uma sequência de Final Fantasy Tactics. - A história se passa em uma versão de Ivalice que inclui locais, personagens e raças mais tarde utilizadas em Final Fantasy XII. - Versão para Game Boy Advance disponível através do Virtual Console para Wii U na América do Norte, Europa, Austrália e Japão. |
| Final Fantasy Tactics: The War of the Lions Data de lançamento original: - JP: 10 de maio de 2007 - PAL: 5 de outubro de 2007 - AN: 9 de outubro de 2007     | Anos de lançamento por sistema: - 2007 – PlayStation Portable - 2011 – iOS - 2015 – Android |
| Final Fantasy Tactics: The War of the Lions Data de lançamento original: - JP: 10 de maio de 2007 - PAL: 5 de outubro de 2007 - AN: 9 de outubro de 2007     | Notas: - Versão atualizada de Final Fantasy Tactics |
| Final Fantasy XII: Revenant Wings Data de lançamento original: - JP: 26 de abril de 2007 - AN: 20 de novembro de 2007 - PAL: 15 de fevereiro de 2008         | Anos de lançamento por sistema: 2007 – Nintendo DS |
| Final Fantasy XII: Revenant Wings Data de lançamento original: - JP: 26 de abril de 2007 - AN: 20 de novembro de 2007 - PAL: 15 de fevereiro de 2008         | Notas: - Sequência de Final Fantasy XII |
| Final Fantasy Tactics A2: Grimoire of the Rift Data de lançamento original: - JP: 25 de outubro de 2007 - AN: 24 de junho de 2008 - PAL: 27 de junho de 2008 | Anos de lançamento por sistema: 2007 – Nintendo DS |
| Final Fantasy Tactics A2: Grimoire of the Rift Data de lançamento original: - JP: 25 de outubro de 2007 - AN: 24 de junho de 2008 - PAL: 27 de junho de 2008 | Notas: - Sequência de Final Fantasy Tactics Advance. |
| Final Fantasy Tactics S Data de lançamento original: - JP: 28 de maio de 2013                                                                                | Anos de lançamento por sistema: 2013 – iOS, Android |
| Final Fantasy Tactics S Data de lançamento original: - JP: 28 de maio de 2013                                                                                | Notas: - RPG eletrônico de estratégia com características sociais e batalhas multijogador. - Servidores encerrados em 31 de julho de 2014. |

### Compilation of Final Fantasy VII
| Título | Detalhes |
| --- | --- |
| Before Crisis: Final Fantasy VII Data de lançamento original: - JP: 29 de setembro de 2004                                                             | Anos de lançamento por sistema: 2004 – Telefone celular |
| Before Crisis: Final Fantasy VII Data de lançamento original: - JP: 29 de setembro de 2004                                                             | Notas: - Lançado no Japão para celulares NTT DoCoMo FOMA iMode, SoftBank Yahoo! e au EZweb. - Prequência de Final Fantasy VII, detalhando as interações entre a organização AVALANCHE e os Turks. - Não está mais disponível para download desde 31 de março de 2018.        |
| Final Fantasy VII Snowboarding Data de lançamento original: - JP: 29 de março de 2005 - AN: 29 de março de 2005                                        | Anos de lançamento por sistema: 2005 – Telefone celular |
| Final Fantasy VII Snowboarding Data de lançamento original: - JP: 29 de março de 2005 - AN: 29 de março de 2005                                        | Notas: - Versão do mini-jogo de snowboard de Final Fantasy VII para celulares. - Não está mais disponível para download desde 31 de março de 2018. |
| Dirge of Cerberus: Final Fantasy VII Data de lançamento original: - JP: 26 de janeiro de 2006 - AN: 15 de agosto de 2006 - PAL: 17 de novembro de 2006 | Anos de lançamento por sistema: 2006 – PlayStation 2 |
| Dirge of Cerberus: Final Fantasy VII Data de lançamento original: - JP: 26 de janeiro de 2006 - AN: 15 de agosto de 2006 - PAL: 17 de novembro de 2006 | Notas: - Jogo de tiro em terceira pessoa com elementos de RPG. - Sequência de Final Fantasy VII que se passa três anos depois de sua história. - Versão internacional relançada no Japão para PlayStation 2 em 2008 como Dirge of Cerberus: Final Fantasy VII International. |
| Dirge of Cerberus Lost Episode: Final Fantasy VII Data de lançamento original: - JP: 18 de agosto de 2006 - AN: 22 de agosto de 2006                   | Anos de lançamento por sistema: 2006 – Telefone celular |
| Dirge of Cerberus Lost Episode: Final Fantasy VII Data de lançamento original: - JP: 18 de agosto de 2006 - AN: 22 de agosto de 2006                   | Notas: - Jogo derivado de Dirge of Cerberus: Final Fantasy VII, se passando no meio de sua história. - Não está mais disponível para download desde 31 de março de 2018. |
| Crisis Core: Final Fantasy VII Data de lançamento original: - JP: 13 de setembro de 2007 - AN: 24 de março de 2008 - PAL: 20 de junho de 2008          | Anos de lançamento por sistema: 2007 – PlayStation Portable |
| Crisis Core: Final Fantasy VII Data de lançamento original: - JP: 13 de setembro de 2007 - AN: 24 de março de 2008 - PAL: 20 de junho de 2008          | Notas: - Prequência de Final Fantasy VII. |
| Final Fantasy VII G-Bike Data de lançamento original: - JP: 30 de outubro de 2014                                                                      | Anos de lançamento por sistema: 2014 – Android, iOS |
| Final Fantasy VII G-Bike Data de lançamento original: - JP: 30 de outubro de 2014                                                                      | Notas: - Servidores encerrados em 15 de dezembro de 2015. |
| Final Fantasy VII Remake Data de lançamento original: - WW: 10 de abril de 2020                                                                        | Anos de lançamento por sistema: - 2020 – PlayStation 4 - 2021 – PlayStation 5, PC |
| Final Fantasy VII Remake Data de lançamento original: - WW: 10 de abril de 2020                                                                        | Notas: - O primeiro de uma série de jogos recriando Final Fantasy VII. |
| Final Fantasy VII: The First Soldier Data de lançamento original: - WW: 17 de novembro de 2021                                                         | Anos de lançamento por sistema: 2021 – Android, iOS |
| Final Fantasy VII: The First Soldier Data de lançamento original: - WW: 17 de novembro de 2021                                                         | Notas: - Prequência de Final Fantasy VII com jogabilidade de tiro em terceira pessoa em um contexto de battle royale. - Servidores encerrados em 11 de janeiro de 2023. |
| Crisis Core: Final Fantasy VII Reunion Data de lançamento original: - WW: 13 de dezembro de 2022                                                       | Anos de lançamento por sistema: 2022 – PC, Nintendo Switch, PlayStation 4, PlayStation 5, Xbox One, Xbox Series X/S |
| Crisis Core: Final Fantasy VII Reunion Data de lançamento original: - WW: 13 de dezembro de 2022                                                       | Notas: - Recriação de Crisis Core: Final Fantasy VII |
| Final Fantasy VII: Ever Crisis Data de lançamento original: - WW: 7 de setembro de 2023                                                                | Anos de lançamento por sistema: 2023 – Android, iOS |
| Final Fantasy VII: Ever Crisis Data de lançamento original: - WW: 7 de setembro de 2023                                                                | Notas: - Lançado em formato episódico, recontando os eventos de Final Fantasy VII e de outros títulos da subsérie Compilation of Final Fantasy VII. |
| Final Fantasy VII Rebirth Data de lançamento original: - WW: 29 de fevereiro de 2024                                                                   | Anos de lançamento por sistema: 2024 – PlayStation 5 |
| Final Fantasy VII Rebirth Data de lançamento original: - WW: 29 de fevereiro de 2024                                                                   | Notas: - Anunciado na celebração de 25 anos de Final Fantasy VII em 2022. - O segundo de uma série de jogos recriando Final Fantasy VII. |

### Fabula Nova Crystallis Final Fantasy
| Título | Detalhes |
| --- | --- |
| Final Fantasy Type-0 Data de lançamento original: - JP: 27 de outubro de 2011 - WW: 17 de março de 2015                                                                                    | Anos de lançamento por sistema: - 2011 – PlayStation Portable - 2015 – PlayStation 4, Xbox One, PC |
| Final Fantasy Type-0 Data de lançamento original: - JP: 27 de outubro de 2011 - WW: 17 de março de 2015                                                                                    | Notas: - Originalmente intitulado Final Fantasy Agito XIII. - Descrito pela Square Enix como um RPG online, mas não um MMORPG. - Se passa em um universo diferente, mas com mitologia similar à de Final Fantasy XIII. |
| Final Fantasy XIII-2 Data de lançamento original: - JP: 15 de dezembro de 2011 - AN: 31 de janeiro de 2012 - PAL: 3 de fevereiro de 2012                                                   | Anos de lançamento por sistema: - 2011 – PlayStation 3, Xbox 360 - 2014 – PC - 2015 – Android, iOS |
| Final Fantasy XIII-2 Data de lançamento original: - JP: 15 de dezembro de 2011 - AN: 31 de janeiro de 2012 - PAL: 3 de fevereiro de 2012                                                   | Notas: - Sequência direta de Final Fantasy XIII. |
| Lightning Returns: Final Fantasy XIII Data de lançamento original: - JP: 21 de novembro de 2013 - AN: 11 de fevereiro de 2014 - AU: 13 de fevereiro de 2014 - PAL: 14 de fevereiro de 2014 | Anos de lançamento por sistema: - 2013 – PlayStation 3, Xbox 360 - 2015 – PC - 2016 – Android, iOS |
| Lightning Returns: Final Fantasy XIII Data de lançamento original: - JP: 21 de novembro de 2013 - AN: 11 de fevereiro de 2014 - AU: 13 de fevereiro de 2014 - PAL: 14 de fevereiro de 2014 | Notas: - Sequência direta de Final Fantasy XIII-2. |
| Final Fantasy Agito Data de lançamento original: - JP: 14 de maio de 2014 | Anos de lançamento por sistema: 2014 – Android, iOS |
| Final Fantasy Agito Data de lançamento original: - JP: 14 de maio de 2014 | Notas: - Jogo derivado de Final Fantasy Type-0. - Servidores encerrados em novembro de 2015. |
| Final Fantasy Awakening Data de lançamento original: - CHN: 14 de dezembro de 2016 - AN: 26 de fevereiro de 2018                                                                           | Anos de lançamento por sistema: 2016 – Android, iOS |
| Final Fantasy Awakening Data de lançamento original: - CHN: 14 de dezembro de 2016 - AN: 26 de fevereiro de 2018                                                                           | Notas: - Anunciado sob o título temporário Final Fantasy Type-0 Online. - Servidores encerrados em maio de 2020. |

### Final Fantasy XV Universe
| Título | Detalhes |
| --- | --- |
| Platinum Demo – Final Fantasy XV Data de lançamento original: - WW: 30 de março de 2016                             | Anos de lançamento por sistema: 2016 – PlayStation 4, Xbox One |
| Platinum Demo – Final Fantasy XV Data de lançamento original: - WW: 30 de março de 2016                             | Notas: - Prólogo de Final Fantasy XV gratuito para jogar. - Não está mais disponível para download desde 31 de março de 2017.                                                                                 |
| Justice Monsters Five Data de lançamento original: - WW: 30 de agosto de 2016                                       | Anos de lançamento por sistema: 2016 – Android, iOS |
| Justice Monsters Five Data de lançamento original: - WW: 30 de agosto de 2016                                       | Notas: - Jogo eletrônico de pinball baseado em um mini-jogo de Final Fantasy XV. - Servidores encerrados em 27 de março de 2017.                                                                              |
| A King's Tale: Final Fantasy XV Data de lançamento original: - WW: 29 de novembro de 2016                           | Anos de lançamento por sistema: 2016 – PlayStation 4, Xbox One |
| A King's Tale: Final Fantasy XV Data de lançamento original: - WW: 29 de novembro de 2016                           | Notas: - Jogo derivado de beat'em up cujos eventos se passam 30 anos antes da história de Final Fantasy XV.                                                                                                   |
| Final Fantasy XV: A New Empire Data de lançamento original: - WW: 28 de junho de 2017                               | Anos de lançamento por sistema: 2017 – Android, iOS |
| Final Fantasy XV: A New Empire Data de lançamento original: - WW: 28 de junho de 2017                               | Notas: - MMO de estratégia com elementos de construção de cidades baseado e incluindo personagens e canções de Final Fantasy XV.                                                                              |
| King's Knight: Wrath of the Dark Dragon Data de lançamento original: - WW: 13 de setembro de 2017                   | Anos de lançamento por sistema: 2017 – iOS, Android |
| King's Knight: Wrath of the Dark Dragon Data de lançamento original: - WW: 13 de setembro de 2017                   | Notas: - Recriação do jogo King's Knight de 1986 para celulares e ligado a Final Fantasy XV, sendo mencionado por Noctis e seus amigos. mencionado por Noctis - Servidores encerrados em 26 de junho de 2018. |
| Monster of the Deep: Final Fantasy XV Data de lançamento original: - WW: 21 de novembro de 2017                     | Anos de lançamento por sistema: 2017 – PlayStation 4 |
| Monster of the Deep: Final Fantasy XV Data de lançamento original: - WW: 21 de novembro de 2017                     | Notas: - Jogo de realidade virtual baseado no mini-jogo de pescaria de Final Fantasy XV. |
| Final Fantasy XV: Pocket Edition Data de lançamento original: - WW: 8 de fevereiro de 2018                          | Anos de lançamento por sistema: - 2018 – Android, iOS, PC - 2018 – Nintendo Switch, PlayStation 4, Xbox One                                                                                                   |
| Final Fantasy XV: Pocket Edition Data de lançamento original: - WW: 8 de fevereiro de 2018                          | Notas: - Versão reduzida de Final Fantasy XV, recriando sua narrativa, gráficos e jogabilidade para dispositivos móveis.                                                                                      |
| Final Fantasy XV: War for Eos Data de lançamento original: - INT: 23 de março de 2022 - WW: 16 de fevereiro de 2023 | Anos de lançamento por sistema: - 2022 – Android - 2023 – iOS |
| Final Fantasy XV: War for Eos Data de lançamento original: - INT: 23 de março de 2022 - WW: 16 de fevereiro de 2023 | Notas: - Jogo gratuito para jogar de estratégia para dispositivos móveis baseado em Final Fantasy XV. - Lançado primeiramente para Android na Indonésia, Malásia e Filipinas.                                 |

## Subséries

### Artniks
| Título                                                                            | Detalhes |
| --------------------------------------------------------------------------------- | --- |
| Final Fantasy Artniks Data de lançamento original: - JP: 30 de novembro de 2012   | Anos de lançamento por sistema: 2012 – Android, iOS                                                                  |
| Final Fantasy Artniks Data de lançamento original: - JP: 30 de novembro de 2012   | Notas: - RPG eletrônico social multijogador gratuito para jogar. - Servidores encerrados em 29 de agosto de 2014.    |
| Final Fantasy Artniks Dive Data de lançamento original: - JP: 30 de junho de 2014 | Anos de lançamento por sistema: 2014 – Android, iOS                                                                  |
| Final Fantasy Artniks Dive Data de lançamento original: - JP: 30 de junho de 2014 | Notas: - Jogo gratuito para jogar de exploração de masmorras multijogador. - Servidores encerrados em março de 2016. |

### Brave Exvius
| Título | Detalhes                                                                                   |
| --- | ------------------------------------------------------------------------------------------ |
| Final Fantasy Brave Exvius Data de lançamento original: - JP: 22 de outubro de 2015 - WW: 29 de junho de 2016                      | Anos de lançamento por sistema: 2015 – Android, iOS                                        |
| Final Fantasy Brave Exvius Data de lançamento original: - JP: 22 de outubro de 2015 - WW: 29 de junho de 2016                      | Notas: - RPG eletrônico gratuito para jogar que inclui personagens da série Final Fantasy. |
| Final Fantasy Brave Exvius Tap! Data de lançamento original: - WW: 8 de setembro de 2017                                           | Anos de lançamento por sistema: 2017 – Facebook Messenger                                  |
| Final Fantasy Brave Exvius Tap! Data de lançamento original: - WW: 8 de setembro de 2017                                           | Notas: - Jogo incremental gratuito para jogar através da plataforma Facebook Messenger.    |
| War of the Visions: Final Fantasy Brave Exvius Data de lançamento original: - JP: 14 de novembro de 2019 - WW: 25 de março de 2020 | Anos de lançamento por sistema: 2019 – Android, iOS                                        |
| War of the Visions: Final Fantasy Brave Exvius Data de lançamento original: - JP: 14 de novembro de 2019 - WW: 25 de março de 2020 | Notas: - Jogo derivado de Final Fantasy Brave Exvius.                                      |

### Chocobo
Chocobo é uma sub-série de jogos de diferentes gêneros que têm como protagonista Chocobo, uma ave não voadora fictícia que apareceu pela primeira vez em Final Fantasy II. Apenas Chocobo's Dungeon 2, Chocobo Racing, Final Fantasy Fables: Chocobo Tales, Final Fantasy Fables: Chocobo's Dungeon, Chocobo Panic, Chocobo's Crystal Tower, Chocobo's Mystery Dungeon: Every Buddy!, Chocobo GP' e Chocobo GP foram lançados em territórios além do Japão.

### Crystal Chronicles
| Título | Detalhes                                                                                                |
| --- | --- |
| Final Fantasy Crystal Chronicles Data de lançamento original: - JP: 8 de agosto de 2003 - AN: 9 de fevereiro de 2004 - EU: 11 de março de 2004                            | Anos de lançamento por sistema: - 2003 – GameCube - 2020 – Android, iOS, Nintendo Switch, PlayStation 4 |
| Final Fantasy Crystal Chronicles Data de lançamento original: - JP: 8 de agosto de 2003 - AN: 9 de fevereiro de 2004 - EU: 11 de março de 2004                            | Notas: - RPG eletrônico de ação incluindo conceitos da série Final Fantasy.                             |
| Final Fantasy Crystal Chronicles: Ring of Fates Data de lançamento original: - JP: 23 de agosto de 2007 - AN: 12 de março de 2008 - EU: 21 de março de 2008               | Anos de lançamento por sistema: 2007 – Nintendo DS                                                      |
| Final Fantasy Crystal Chronicles: Ring of Fates Data de lançamento original: - JP: 23 de agosto de 2007 - AN: 12 de março de 2008 - EU: 21 de março de 2008               | Notas: - RPG eletrônico de ação incluindo conceitos da série Final Fantasy.                             |
| Final Fantasy Crystal Chronicles: My Life as a King Data de lançamento original: - JP: 25 de março de 2008 - AN: 12 de maio de 2008 - EU: 20 de maio de 2008              | Anos de lançamento por sistema: 2008 – Wii                                                              |
| Final Fantasy Crystal Chronicles: My Life as a King Data de lançamento original: - JP: 25 de março de 2008 - AN: 12 de maio de 2008 - EU: 20 de maio de 2008              | Notas: - Jogo de simulação incluindo conceitos da série Final Fantasy                                   |
| Final Fantasy Crystal Chronicles: Echoes of Time Data de lançamento original: - JP: 29 de janeiro de 2009 - AN: 24 de março de 2009 - EU: 27 de março de 2009             | Anos de lançamento por sistema: 2009 – Nintendo DS, Wii                                                 |
| Final Fantasy Crystal Chronicles: Echoes of Time Data de lançamento original: - JP: 29 de janeiro de 2009 - AN: 24 de março de 2009 - EU: 27 de março de 2009             | Notas: - RPG eletrônico de ação incluindo conceitos da série Final Fantasy.                             |
| Final Fantasy Crystal Chronicles: My Life as a Darklord Data de lançamento original: - JP: 30 de junho de 2009 - EU: 17 de julho de 2009 - AN: 20 de julho de 2009        | Anos de lançamento por sistema: 2009 – Wii                                                              |
| Final Fantasy Crystal Chronicles: My Life as a Darklord Data de lançamento original: - JP: 30 de junho de 2009 - EU: 17 de julho de 2009 - AN: 20 de julho de 2009        | Notas: - Jogo de tower defense incluindo conceitos da série Final Fantasy                               |
| Final Fantasy Crystal Chronicles: The Crystal Bearers Data de lançamento original: - JP: 12 de novembro de 2009 - AN: 26 de dezembro de 2009 - EU: 5 de fevereiro de 2010 | Anos de lançamento por sistema: 2009 – Wii                                                              |
| Final Fantasy Crystal Chronicles: The Crystal Bearers Data de lançamento original: - JP: 12 de novembro de 2009 - AN: 26 de dezembro de 2009 - EU: 5 de fevereiro de 2010 | Notas: - RPG eletrônico de ação incluindo conceitos da série Final Fantasy.                             |

### Crystal Defenders
| Título                                                                                                  | Detalhes |
| --- | --- |
| Crystal Defenders Data de lançamento original: - JP: 28 de janeiro de 2008 - WW: 23 de dezembro de 2008 | Anos de lançamento por sistema: - 2008 – Telefone celular - 2008 – iOS - 2009 – WiiWare, Xbox Live Arcade, PlayStation Network - 2011 – Android   |
| Crystal Defenders Data de lançamento original: - JP: 28 de janeiro de 2008 - WW: 23 de dezembro de 2008 | Notas: - Jogo de tower defense usando conceitos de Final Fantasy Tactics A2: Grimoire of the Rift - Serviços encerrados em 31 de maio de 2016.    |
| Crystal Defenders: Vanguard Storm Data de lançamento original: - WW: 13 de maio de 2009                 | Anos de lançamento por sistema: 2009 – iOS |
| Crystal Defenders: Vanguard Storm Data de lançamento original: - WW: 13 de maio de 2009                 | Notas: - Jogo de tower defense usando conceitos de Final Fantasy Tactics A2: Grimoire of the Rift. - Serviços encerrados em 31 de agosto de 2017. |

### Dimensions
| Título | Detalhes |
| --- | --- |
| Final Fantasy Dimensions Data de lançamento original: - JP: 6 de setembro de 2010 - WW: 31 de agosto de 2012       | Anos de lançamento por sistema: - 2010 – Telefone celular - 2012 – Android, iOS |
| Final Fantasy Dimensions Data de lançamento original: - JP: 6 de setembro de 2010 - WW: 31 de agosto de 2012       | Notas: - História derivada da série Final Fantasy. |
| Final Fantasy Dimensions II Data de lançamento original: - JP: 12 de fevereiro de 2015 - WW: 1 de novembro de 2017 | Anos de lançamento por sistema: 2015 – Android, iOS |
| Final Fantasy Dimensions II Data de lançamento original: - JP: 12 de fevereiro de 2015 - WW: 1 de novembro de 2017 | Notas: - Originalmente, era um RPG eletrônico gratuito para jogar para dispositivos móveis exclusivo para o Japão. Em 2017, esta versão foi descontinuada e uma versão paga foi lançada mundialmente. |

### Dissidia
| Título | Detalhes |
| --- | --- |
| Dissidia Final Fantasy Data de lançamento original: - JP: 18 de dezembro de 2008 - AN: 25 de agosto de 2009 - EU: 4 de setembro de 2009 | Anos de lançamento por sistema: 2008 – PlayStation Portable |
| Dissidia Final Fantasy Data de lançamento original: - JP: 18 de dezembro de 2008 - AN: 25 de agosto de 2009 - EU: 4 de setembro de 2009 | Notas: - Jogo de luta em 3D incluindo personagens da série principal. - Versão norte-americana relançada no Japão em 1 de novembro de 2009 como Dissidia Final Fantasy: Universal Tuning. |
| Dissidia 012 Final Fantasy Data de lançamento original: - JP: 3 de março de 2011 - AN: 22 de março de 2011 - EU: 25 de março de 2011    | Anos de lançamento por sistema: 2011 – PlayStation Portable |
| Dissidia 012 Final Fantasy Data de lançamento original: - JP: 3 de março de 2011 - AN: 22 de março de 2011 - EU: 25 de março de 2011    | Notas: - Jogo de luta em 3D incluindo personagens da série principal. |
| Dissidia Final Fantasy NT Data de lançamento original: - JP: 26 de novembro de 2016 - WW: 30 de janeiro de 2018                         | Anos de lançamento por sistema: - 2015 – Fliperama - 2018 – PlayStation 4 - 2019 – PC |
| Dissidia Final Fantasy NT Data de lançamento original: - JP: 26 de novembro de 2016 - WW: 30 de janeiro de 2018                         | Notas: - Jogo de luta em 3D incluindo personagens da série principal. - Serviço para a versão de fliperama encerrado em 1 de abril de 2021.                                               |
| Dissidia Final Fantasy Opera Omnia Data de lançamento original: - JP: 1 de fevereiro de 2017 - WW: 30 de janeiro de 2018                | Anos de lançamento por sistema: 2017 – Android, iOS |
| Dissidia Final Fantasy Opera Omnia Data de lançamento original: - JP: 1 de fevereiro de 2017 - WW: 30 de janeiro de 2018                | Notas: - Jogo de luta em 3D com elementos de RPG incluindo personagens da série principal. - Serviço encerrado em 29 de fevereiro de 2024.                                                |

### Explorers
| Título | Detalhes |
| --- | --- |
| Final Fantasy Explorers Data de lançamento original: - JP: 18 de dezembro de 2014 - AN: 26 de janeiro de 2016 - EU: 29 de janeiro de 2016 | Anos de lançamento por sistema: 2014 – Nintendo 3DS                                                                       |
| Final Fantasy Explorers Data de lançamento original: - JP: 18 de dezembro de 2014 - AN: 26 de janeiro de 2016 - EU: 29 de janeiro de 2016 | Notas: - RPG eletrônico de ação multijogador, incluindo jogabilidade cooperativa para até quatro jogadores.               |
| Final Fantasy Explorers-Force Data de lançamento original: - JP: 15 de março de 2018                                                      | Anos de lançamento por sistema: 2018 – Android, iOS                                                                       |
| Final Fantasy Explorers-Force Data de lançamento original: - JP: 15 de março de 2018                                                      | Notas: - Jogo multijogador online baseado em Final Fantasy Explorers. - Servidores encerrados em 19 de fevereiro de 2019. |

### SaGa
Apesar de vendidos na América do Norte como parte da série Final Fantasy, estes jogos foram originalmente criados como parte da série SaGa. O nome Final Fantasy foi abandonado em lançamentos futuros da série no ocidente. Em 1998, a Sunsoft republicou os três jogos, ainda sob o nome Final Fantasy Legends.
| Título | Detalhes |
| --- | --- |
| The Final Fantasy Legend Data de lançamento original: - JP: 15 de dezembro de 1989 - AN: 30 de setembro de 1990 - EU: 15 de dezembro de 2020 | Anos de lançamento por sistema: - 1989 – Game Boy - 2002 – WonderSwan Color - 2007 – Telefone celular - 2020 – Nintendo Switch - 2021 – Android, iOS, PC |
| The Final Fantasy Legend Data de lançamento original: - JP: 15 de dezembro de 1989 - AN: 30 de setembro de 1990 - EU: 15 de dezembro de 2020 | |
| Final Fantasy Legend II Data de lançamento original: - JP: 14 de dezembro de 1990 - AN: 1 de novembro de 1991 - EU: 15 de dezembro de 2020   | Anos de lançamento por sistema: - 1990 – Game Boy - 2020 – Nintendo Switch - 2021 – Android, iOS, PC                                                     |
| Final Fantasy Legend II Data de lançamento original: - JP: 14 de dezembro de 1990 - AN: 1 de novembro de 1991 - EU: 15 de dezembro de 2020   | Notas: - Uma recriação completa intitulada SaGa 2 Hihō Densetsu: Goddess of Destiny foi lançada no Japão para Nintendo DS em 17 de setembro de 2009.     |
| Final Fantasy Legend III Data de lançamento original: - JP: 13 de dezembro de 1991 - AN: 29 de setembro de 1993 - EU: 15 de dezembro de 2020 | Anos de lançamento por sistema: - 1991 – Game Boy - 2020 – Nintendo Switch - 2021 – Android, iOS, PC                                                     |
| Final Fantasy Legend III Data de lançamento original: - JP: 13 de dezembro de 1991 - AN: 29 de setembro de 1993 - EU: 15 de dezembro de 2020 | Notas: - Uma recriação completa intitulada SaGa 3 Jikū no Hasha: Shadow or Light foi lançada no Japão para Nintendo DS em 6 de janeiro de 2011.          |

### Theatrhythm
| Título | Detalhes                                                                                          |
| --- | ------------------------------------------------------------------------------------------------- |
| Theatrhythm Final Fantasy Data de lançamento original: - JP: 16 de fevereiro de 2012 - AN: 3 de julho de 2012 - EU: 6 de julho de 2012                   | Anos de lançamento por sistema: 2012 – Nintendo 3DS, iOS                                          |
| Theatrhythm Final Fantasy Data de lançamento original: - JP: 16 de fevereiro de 2012 - AN: 3 de julho de 2012 - EU: 6 de julho de 2012                   | Notas: - Jogo de ritmo baseado na série Final Fantasy.                                            |
| Theatrhythm Final Fantasy: Curtain Call Data de lançamento original: - JP: 24 de abril de 2014 - AN: 16 de setembro de 2014 - EU: 19 de setembro de 2014 | Anos de lançamento por sistema: 2014 – Nintendo 3DS                                               |
| Theatrhythm Final Fantasy: Curtain Call Data de lançamento original: - JP: 24 de abril de 2014 - AN: 16 de setembro de 2014 - EU: 19 de setembro de 2014 | Notas: - Jogo de ritmo baseado na série Final Fantasy.                                            |
| Theatrhythm Final Fantasy All-Star Carnival Data de lançamento original: - JP: 27 de setembro de 2016                                                    | Anos de lançamento por sistema: 2016 – Fliperama                                                  |
| Theatrhythm Final Fantasy All-Star Carnival Data de lançamento original: - JP: 27 de setembro de 2016                                                    | Notas: - Jogo de ritmo baseado na série Final Fantasy. - Serviço encerrado em 1 de abril de 2021. |
| Theatrhythm Final Bar Line Data de lançamento original: - WW: 16 de fevereiro de 2023                                                                    | Anos de lançamento por sistema: 2023 – Nintendo Switch, PlayStation 4                             |
| Theatrhythm Final Bar Line Data de lançamento original: - WW: 16 de fevereiro de 2023                                                                    | Notas: - Jogo de ritmo baseado em várias séries da Square Enix, incluindo Final Fantasy.          |

### Unlimited
| Título | Detalhes                                                                                     |
| --- | -------------------------------------------------------------------------------------------- |
| Final Fantasy: Unlimited with U Data de lançamento original: - JP: 20 de agosto de 2002                                | Anos de lançamento por sistema: 2002 – Telefone celular                                      |
| Final Fantasy: Unlimited with U Data de lançamento original: - JP: 20 de agosto de 2002                                | Notas: - RPG eletrônico por turnos baseado no universo de Final Fantasy: Unlimited.          |
| Final Fantasy: Unlimited on PC - Meikyū ~ Kuroki Yume no Kioku ~ Data de lançamento original: - JP: 16 de maio de 2003 | Anos de lançamento por sistema: 2003 – PC                                                    |
| Final Fantasy: Unlimited on PC - Meikyū ~ Kuroki Yume no Kioku ~ Data de lançamento original: - JP: 16 de maio de 2003 | Notas: - Jogo de batalha com cartas para PC baseado no universo de Final Fantasy: Unlimited. |

### World
| Título | Detalhes |
| --- | --- |
| World of Final Fantasy Data de lançamento original: - AN: 25 de outubro de 2016 - JP: 27 de outubro de 2016 - EU: 28 de outubro de 2016 | Anos de lançamento por sistema: - 2016 – PlayStation Vita, PlayStation 4 - 2017 – PC - 2018 – PlayStation 4, Xbox One, Nintendo Switch, PC |
| World of Final Fantasy Data de lançamento original: - AN: 25 de outubro de 2016 - JP: 27 de outubro de 2016 - EU: 28 de outubro de 2016 | Notas: - Inclui personagens da série Final Fantasy.                                                                                        |
| World of Final Fantasy: Meli-Melo Data de lançamento original: - JP: 12 de dezembro de 2017                                             | Anos de lançamento por sistema: 2017 – Android, iOS                                                                                        |
| World of Final Fantasy: Meli-Melo Data de lançamento original: - JP: 12 de dezembro de 2017                                             | Notas: - Jogo multijogador online baseado em World of Final Fantasy. - Servidores encerrados em 13 de dezembro de 2018.                    |

## Outros jogos
| Título | Detalhes |
| --- | --- |
| Final Fantasy Adventure Data de lançamento original: - JP: 28 de junho de 1991 - AN: 1 de novembro de 1991 - PAL: 17 de junho de 1993                | Anos de lançamento por sistema: - 1991 – Game Boy - 2019 – Nintendo Switch |
| Final Fantasy Adventure Data de lançamento original: - JP: 28 de junho de 1991 - AN: 1 de novembro de 1991 - PAL: 17 de junho de 1993                | Notas: - Lançado no Japão como Seiken Densetsu: Final Fantasy Gaiden e na Europa como Mystic Quest. - Originalmente lançado como uma história derivada da série Final Fantasy, ele gerou sua própria série intitulada Mana. |
| Final Fantasy Mystic Quest Data de lançamento original: - AN: 5 de outubro de 1992 - JP: 10 de setembro de 1993 - PAL: 1993                          | Anos de lançamento por sistema: 1993 – Super NES |
| Final Fantasy Mystic Quest Data de lançamento original: - AN: 5 de outubro de 1992 - JP: 10 de setembro de 1993 - PAL: 1993                          | Notas: - RPG eletrônico com elementos de ação-aventura desenvolvido especificamente para uma audiência norte-americana. - Lançado no Japão como Final Fantasy USA: Mystic Quest e na Europa como Mystic Quest Legend.       |
| Final Fantasy: The 4 Heroes of Light Data de lançamento original: - JP: 29 de outubro de 2009 - AN: 5 de outubro de 2010 - PAL: 8 de outubro de 2010 | Anos de lançamento por sistema: 2009 – Nintendo DS |
| Final Fantasy: The 4 Heroes of Light Data de lançamento original: - JP: 29 de outubro de 2009 - AN: 5 de outubro de 2010 - PAL: 8 de outubro de 2010 | Notas: - História derivada da série Final Fantasy. |
| Voice Fantasy Data de lançamento original: - JP: 1 de novembro de 2010                                                                               | Anos de lançamento por sistema: 2010 – iOS |
| Voice Fantasy Data de lançamento original: - JP: 1 de novembro de 2010                                                                               | Notas: - RPG eletrônico controlado por voz. - Serviços encerrados e indisponível para download desde 31 de maio de 2016. |
| Final Fantasy Airborne Brigade Data de lançamento original: - JP: 6 de janeiro de 2012 - AN: 14 de dezembro de 2012                                  | Anos de lançamento por sistema: 2012 – Android, iOS |
| Final Fantasy Airborne Brigade Data de lançamento original: - JP: 6 de janeiro de 2012 - AN: 14 de dezembro de 2012                                  | Notas: - Jogo social online na série Final Fantasy. - Serviços encerrados. |
| Final Fantasy All the Bravest Data de lançamento original: - WW: 17 de janeiro de 2013                                                               | Anos de lançamento por sistema: 2013 – Android, iOS |
| Final Fantasy All the Bravest Data de lançamento original: - WW: 17 de janeiro de 2013                                                               | Notas: - Jogo gratuito para jogar para dispositivos móveis incluindo personagens da série Final Fantasy. - Serviços encerrados para Android em 10 de novembro de 2022 e para iOS em 27 julho de 2023.                       |
| Pictlogica Final Fantasy Data de lançamento original: - JP: 28 de outubro de 2013                                                                    | Anos de lançamento por sistema: - 2013 – Android, iOS - 2017 – Nintendo 3DS |
| Pictlogica Final Fantasy Data de lançamento original: - JP: 28 de outubro de 2013                                                                    | Notas: - Jogo de ação e quebra-cabeça gratuito para jogar. - Serviços encerrados e jogo descontinuado em 30 de novembro de 2018.                                                                                            |
| Final Fantasy: World Wide Words Data de lançamento original: - JP: 16 de setembro de 2014                                                            | Anos de lançamento por sistema: 2014 – Android, iOS |
| Final Fantasy: World Wide Words Data de lançamento original: - JP: 16 de setembro de 2014                                                            | Notas: - Jogo de datilografia incluindo personagens da série Final Fantasy. - Serviços encerrados em 29 de fevereiro de 2016.                                                                                               |
| Final Fantasy Record Keeper Data de lançamento original: - JP: 24 de setembro de 2014 - WW: 26 de março de 2015                                      | Anos de lançamento por sistema: 2014 – Android, iOS |
| Final Fantasy Record Keeper Data de lançamento original: - JP: 24 de setembro de 2014 - WW: 26 de março de 2015                                      | Notas: - RPG eletrônico gratuito para jogar incluindo personagens, cenários e batalhas da série Final Fantasy. - Serviço encerrado fora do Japão em 29 de setembro de 2022.                                                 |
| Heavenstrike Rivals Data de lançamento original: - WW: 27 de novembro de 2014                                                                        | Anos de lançamento por sistema: - 2014 – Android, iOS - 2016 – PC |
| Heavenstrike Rivals Data de lançamento original: - WW: 27 de novembro de 2014                                                                        | Notas: - Inclui personagens de franquias da Square Enix, inclusive de Final Fantasy. - Serviços encerrados em 1 de maio de 2018.                                                                                            |
| Final Fantasy Portal App Data de lançamento original: - JP: 4 de fevereiro de 2015 - WW: 19 de agosto de 2015                                        | Anos de lançamento por sistema: 2015 – Android, iOS |
| Final Fantasy Portal App Data de lançamento original: - JP: 4 de fevereiro de 2015 - WW: 19 de agosto de 2015                                        | Notas: - Contém o mini-jogo "Triple Triad" de Final Fantasy VIII. |
| Mobius Final Fantasy Data de lançamento original: - JP: 4 de junho de 2015 - WW: 3 de agosto de 2016                                                 | Anos de lançamento por sistema: - 2015 – Android, iOS - 2017 – PC |
| Mobius Final Fantasy Data de lançamento original: - JP: 4 de junho de 2015 - WW: 3 de agosto de 2016                                                 | Notas: - RPG eletrônico gratuito para jogar. - Serviços encerrados em 31 de março de 2020 no Japão e em 30 de junho de 2020 no resto do mundo.                                                                              |
| Final Fantasy Digital Card Game Data de lançamento original: - JP: 9 de julho de 2019                                                                | Anos de lançamento por sistema: 2019 – Android, iOS, PC |
| Final Fantasy Digital Card Game Data de lançamento original: - JP: 9 de julho de 2019                                                                | Notas: - Jogo para navegador lançado com o serviço Yahoo! Japan Game+ no Japão. - Serviços encerrados em 9 de julho de 2020.                                                                                                |